# ラルフ・ギンズバーグ
ラルフ・ギンズバーグ（Ralph Ginzburg、1929年10月28日 - 2006年7月6日）は、アメリカ合衆国の雑誌編集者・作家・ジャーナリスト。

## 生涯
ギンズバーグはニューヨーク市立大学シティカレッジでジャーナリズムを学んだ。在学中は大学の雑誌でチーフ・エディターを務め、卒業後はニューヨーク・デイリー・コンパス誌で働くようになる。しかし朝鮮戦争勃発に伴い従軍。従軍中もタイムズ・ヘラルド誌の編集者として働いていた。
1962年に雑誌「エロス」を発行。最高裁で有罪のため6ヶ月服役。
2006年7月6日にニューヨークで死去。死因は癌。